# Plakinastrella minor
Plakinastrella minor är en svampdjursart som först beskrevs av Arthur Dendy 1916.  Plakinastrella minor ingår i släktet Plakinastrella och familjen Plakinidae. Inga underarter finns listade i Catalogue of Life.